# 10 000 mètres féminin aux championnats du monde d'athlétisme 2015
Navigation
Moscou 2013 Londres 2017
L'épreuve du 10 000 mètres féminin des championnats du monde de 2015 s'est déroulée le 24 août 2015 dans le Stade national de Pékin, le stade olympique de Pékin, en Chine. Elle est remportée par la Kényane Vivian Cheruiyot.

## Records
Les records du 10 000 m femmes (mondial, des championnats et par continent) étaient avant les championnats 2015 les suivants. 
| Record                    | Athlète           | Temps          | Lieu      | Date             |
| ------------------------- | ----------------- | -------------- | --------- | ---------------- |
| Record du monde           | Wang Junxia       | 29 min 31 s 78 | Pékin     | 8 septembre 1993 |
| Record des championnats   | Berhane Adere     | 30 min 04 s 18 | Paris     | 23 août 2003     |
| Record d'Afrique          | Meselech Melkamu  | 29 min 53 s 80 | Utrecht   | 14 juin 2009     |
| Record d'Asie             | Wang Junxia       | 29 min 31 s 78 | Pékin     | 8 septembre 1993 |
| Record d'Amérique du Nord | Shalane Flanagan  | 30 min 22 s 22 | Pékin     | 15 août 2008     |
| Record d'Amérique du Sud  | Simone da Silva   | 31 min 16 s 56 | São Paulo | 3 août 2013      |
| Record d'Europe           | Elvan Abeylegesse | 29 min 56 s 34 | Pékin     | 15 août 2008     |
| Record d'Océanie          | Kimberley Smith   | 30 min 35 s 54 | Palo Alto | 4 mai 2008       |

## Médaillées
| Or               | Argent       | Bronze       |
| Vivian Cheruiyot | Gelete Burka | Emily Infeld |

## Résultats

### Finale
| Rang               | Nom                 | Nationalité         | Temps          | Notes |
| ------------------ | ------------------- | ------------------- | -------------- | ----- |
| Médaille d'or      | Vivian Cheruiyot    | Kenya               | 31 min 41 s 31 |       |
| Médaille d'argent  | Gelete Burka        | Éthiopie            | 31 min 41 s 77 |       |
| Médaille de bronze | Emily Infeld        | États-Unis          | 31 min 43 s 49 |       |
| 4                  | Molly Huddle        | États-Unis          | 31 min 43 s 58 |       |
| 5                  | Sally Kipyego       | Kenya               | 31 min 44 s 42 | SB    |
| 6                  | Shalane Flanagan    | États-Unis          | 31 min 46 s 23 |       |
| 7                  | Alemitu Heroye      | Éthiopie            | 31 min 49 s 73 |       |
| 8                  | Betsy Saina         | Kenya               | 31 min 51 s 35 | SB    |
| 9                  | Belaynesh Oljira    | Éthiopie            | 31 min 53 s 01 |       |
| 10                 | Susan Kuijken       | Pays-Bas            | 31 min 54 s 32 |       |
| 11                 | Jip Vastenburg      | Pays-Bas            | 32 min 3 s 03  |       |
| 12                 | Sara Moreira        | Portugal            | 32 min 6 s 14  |       |
| 13                 | Kasumi Nishihara    | Japon               | 32 min 12 s 95 |       |
| 14                 | Brenda Flores       | Mexique             | 32 min 15 s 26 |       |
| 15                 | Kate Avery          | Royaume-Uni         | 32 min 16 s 19 |       |
| 16                 | Trihas Gebre        | Espagne             | 32 min 20 s 87 |       |
| 17                 | Juliet Chekwel      | Ouganda             | 32 min 20 s 95 | NR    |
| 18                 | Lanni Marchant      | Canada              | 32 min 22 s 50 |       |
| 19                 | Ana Dulce Félix     | Portugal            | 32 min 26 s 07 |       |
| 20                 | Yuka Takashima      | Japon               | 32 min 27 s 79 |       |
| 21                 | Almensh Belete      | Belgique            | 32 min 47 s 62 | SB    |
| 22                 | Rei Ohara           | Japon               | 32 min 47 s 74 |       |
| 23                 | Natasha Wodak       | Canada              | 32 min 59 s 20 |       |
| 24                 | Nazret Weldu        | Érythrée            | 35 min 14 s 18 | SB    |
| -                  | Alia Saeed Mohammed | Émirats arabes unis | DNF            |       |

## Légende
Records et Performances
- AR : Record continental (area record)
- CR : Record des championnats (championship record)
- MR : Record du meeting (meet record)
- NR : Record national (national record)
- OR : Record olympique (olympic record)
- PR : Record paralympique (paralympic record)
- PB : Record personnel (personal best)
- SB : Meilleure performance personnelle de la saison (season's best)
- WL : Meilleure performance mondiale de l'année (world leader)
- WJR : Record du monde junior (world junior record)
- WR : Record du monde (world record)

Circonstances et Conditions
- DNF : N'a pas terminé (did not finish)
- DNS : N'a pas pris le départ (did not start)
- DQ : Disqualification (disqualification)
- NM : Aucun essai valable enregistré (No Mark)
- Q : Qualifié « directement » au prochain tour (ou à la prochaine compétition), lors d'une compétition majeure, grâce au classement ou à la réalisation des minima (automatic qualifier)
- q : Qualifié au prochain tour (ou à la prochaine compétition), lors d'une compétition majeure, grâce au repêchage ou à la réalisation de l'une des meilleures performances parmi celles des « non qualifiés directement » (grâce au meilleur temps ou à la meilleure distance par exemple) (secondary qualifier)